# Czarny Żółw
Czarny Żółw (chiń.: 玄武; pinyin: Xuán Wǔ; w dosłownym przekładzie Czarny Wojownik) – stworzenie z mitologii chińskiej, jeden z czterech Strażników Nieba, a także jeden z gwiazdozbiorów chińskich.
Czasami nazywany Czarnym Wojownikiem Północy (北方玄武), gdyż w podziale kompetencji przypadła mu domena Północy (w sensie strony świata) oraz zimy. Znany jest również pod chińskim imieniem Xuánwǔ, często tłumaczonym jako Czarny Żółw, a zazwyczaj przedstawiany jako żółw i wąż, a dokładniej - jako wąż owinięty wokół żółwia.
Gwiazdozbiory chińskie były używane nie tylko przez chińskich kartografów z dynastii Han, lecz również przez kartografów japońskich i koreańskich. W języku japońskim Czarny Żółw nazywany jest Genbu, a jego rysunki można znaleźć w mandze i anime.

## Siedem Pałaców Czarnego Żółwia
Tak jak wszystkim Strażnikom Nieba, również Czarnemu Żółwiowi podlega siedem gwiazdozbiorów chińskich. Są nimi:
- Czerpak pinyin 斗, Dǒu
- Wół pinyin 牛, Niú
- Dziewczyna pinyin 女, Nǚ
- Pustka pinyin 虛, Xū
- Szczyt Dachu pinyin 危, Wēi
- Obozowisko pinyin 室, Shì
- Ściana pinyin 壁, Bì

## Pochodzenie
W starożytnych Chinach żółw i wąż były, w sensie religijnym i duchowym, symbolami długowieczności. Za czasów dynastii Han Chińczycy często nosili wisiorki i amulety w kształcie żółwia. W wyniku wpływów kultury chińskiej na sąsiednią Japonię, japońskie tytuły szlacheckie i godności publiczne wiązały się z prawem do używania symbolu żółwia.
Jedna z ówczesnych legend opowiada o żółwicy która nie potrafiła zaprzyjaźnić się z samcami żółwi, a jedynie z wężami. Wzbudziło to gniew żółwi, które owa samica na dodatek odpychała, znacząc moczem teren wokół siebie. Od czasów rozpowszechnienia się tej legendy, mężczyźni nazywają swe partnerki "żółwicami" gdy podejrzewają je o niewierność, a żółw przestał mieć symboliczne znaczenie jako przynoszący szczęście.
Przedstawienia Xuánwǔ w sztuce ukazują to stworzenie jako krzyżówkę żółwia i węża, co może mieć swe źródło w cytowanej powyżej legendzie. Należy jednak zauważyć, że taka interpretacja nie wyjaśnia istnienia tego typu przedstawień wcześniej, za dynastii Zhou.

## Źródła historyczne
W tradycyjnej powieści chińskiej, "Podróż na Zachód", Xuánwǔ był opisany jako król posiadający dwóch generałów na swe usługi, "Żółwiego Generała" i "Wężowego Generała". Król ów posiadał świątynię w górach Wudang Shan w prowincji Hubei, z tego powodu po przeciwległych stronach rzeki w Wuhanie, stolicy Hubei, wznoszą się dwie góry: Żółwia i Smocza.